# بيير ريشيه دو بلفال
كان بيير ريشيه دو بلفال (1564-17 نوفمبر 1632) عالم نباتات فرنسيًا. يعتبر أب علم النبات. يُختصر اسمهُ بـ Rich.Bell. يستخدم للإشارة إلى إليه بوصفه مؤلف عند الاستشهاد باسم نباتي.
ولد ريشيه دو بلفال في شالون أن شمباني. أباه هوأن. ريشيه. ذهب لأول مرة إلى مونبلييه لدراسة الطب في عام 1584، لكن انتهى به الأمر بحصوله على شهادة الطب من أفينيون في عام 1587. في عام 1587، فور الانتهاء من الحصوله على درجة الدكتوراه، تزوج بلفال من ابنة السجين المتوفى دو براديس (الذي كان من التجار الأغنياء) بالقرب من مونبلييه. كان هناك مهر كبير، ومن الواضح أن هذه التركة الشخصية ساعدت في دعم بلفال طوال حياته.
بين عامي 1587 و1593 مارس الطب في أفينيون (وربما كومتات) ثم في بيزيناس. خدمته تجاه شعب بيزيناس أثناء الاضطراب الوبائي، جعلته تحت حماية حاكم لانغيدوك، هنري دو مونتمورنسي. بعد ذلك، عينه هنري الرابع ملك فرنسا طبيبًا شخصيًا له (على الرغم من أنه بقي في مونبلييه ولم يكن في البلاط الملكي). عمل بلفال أيضًا طبيبًا شخصيًا للويس الثالث عشر ملك فرنسا. حصل على امتيازات مالية من هنري.
في عام 1593 عُيين في كرسي ملكي جديد للتشريح والدراسات النباتية في مونبلييه. بعد ذلك بعامين، في عام 1595، حصل على الدكتوراه في الطب من مونبلييه. في عام 1593، طلب منه هنري الرابع ملك فرنسا إنشاء حديقة نباتية في مونبلييه وفقًا لنموذج الحدائق التي أُنشأت في باذوة عام 1545. كرس بلفال كل وقته وأمواله لحديقة نباتات مونبلييه Jardin) des plantes de Montpellier)، والتي كانت أول حديقة نباتية في فرنسا. احتوت الحديقة على حديقة الملك (نباتات طبية) وحديقة الملكة (نباتات جبلية من لانغيدوك وأماكن أخرى) وساحة الملك (نباتات ذات أهمية نباتية بحتة). كان الهدف هو إنشاء حديقة لإجراء التجارب المتعلقة بكل من الطب والزراعة. لسوء الحظ، دمرت الحرب الأهلية والحصار المفروض على المدينة الحديقة في عام 1622 واضطر بيير ريشيه دو بلفال إلى إعادة إنشاء الحديقة من الصفر واستمر في العمل على ذلك حتى وفاته في مونبلييه. أنجز ابن أخيه إنشاء باقي الحديقة.
نشر ريشيه دو بلفا دليلًا للحديقة في عام 1598 وأطروحة فرنسية في عام 1605، يوصي فيها بإجراء تَدقِيق في نباتات لانغيدوك الأصلية. لم يكن هناك سوا خمس لوحات، تهدف إلى أن تكون عينة من عمل مستقبلي. أنتج أنطوان جوارين حوالي 400 لوحة للنباتات لانغيدوك Flore de Languedoc. لم يعش ريشيه دو بلفال لرؤية العمل المنشور وظلت اللوحات مهملة في أيدي عائلة جوارين. نُشرت اللوحات أخيرًا في وقت لاحق، في عام 1796 بعد حصول جان إيمانويل جيلبرت عليها. تم إعادة نشر الكتيبات في عام 1785 بواسطة بيير ماري أوغست بروسونيت.
سُمي جنس Bellevalia Lapeyr. من فصيلة الهليونية، على شرفه.